# 게라게라 부스 이야기
게라게라 부스 이야기(げらげらブース物語, The Tales of Boes' Gang, Ox Tales)는 사반 엔터테인먼트와 제휴하여 텔레케이블 베네룩스 B.V.가 제작하고 텔레스크린 재팬(Telescreen Japan)에서 애니메이션을 제작한 애니메이션 TV 시리즈이다. 윌 레이메이커(Wil Raymakers)와 티스 윌름스(Thijs Wilms)가 창작한 연재 만화 《보에스》(Boes)를 원작으로 한 일본과 네덜란드의 공동 제작물이다. 이 시리즈는 1987년 4월 7일부터 1988년 3월 29일까지 일본 네트워크 TV 도쿄에서 방영되었다. 15분짜리 에피소드 102개로 구성되어 있으며, 각각 2개의 에피소드로 구성된 30분짜리 쇼 51개로 정기적으로 방송되었다. 이 시리즈에는 현재 두 개의 영어 더빙이 있다. 사반이 제작한 1989년 더빙과 현재 텔레스크린 라이브러리의 소유자인 m4e가 제작한 2010년 더빙이다. 게라게라 부스 이야기는 여전히 여러 네덜란드 일간 및 주간 신문에 칼럼 스트립으로 등장하고 있다.

## 줄거리
이 시리즈는 알려진 모든 동물이 포함된 퍼니 팜(Funny Farm)을 운영하는 올리의 모험을 따라간다.